# Виленска, Эстер
Эстер Виленска (Виленски, ивр. אסתר וילנסקה‎; при рождении Новик; 8 июня 1918, Вильнюс — 8 ноября 1975, Израиль) — израильский политик, журналист и писатель, депутат кнессета 2-го, 3-го и 5-го созывов от партии «МАКИ».

## Биография
Родилась 6 августа 1918 года в городе Вильнюс, Литва в семье Мордехая Новика и его жены Сони. В юности была активистской молодёжного сионистского движения «ха-Шомер ха-цаир». Училась в еврейской гимназии «Тарбут».
В 1938 году репатриировалась в Подмандатную Палестину. Училась в Еврейском университете в Иерусалиме, где получила степень бакалавра по социологии и философии и степень магистра истории. Сменила фамилию в память о своей родном городе — Вильнюсе (Вильне).
В 1940 году вступила в коммунистическую партию Израиля («МАКИ»). В 1943 году стала редактором газеты «Коль ха-Ам» («Голос народа»), а в 1947 году стала главным редактором газеты. В 1944 году была избрана депутатом Законодательного собрания Подмандатной Палестины. В 1949—1951 годах была членом городского совета Тель-Авива. В 1949—1973 годах была членом исполнительного комитета Гистадрута.
В 1951 году была впервые избрана депутатом кнессета (2-го созыва), затем переизбиралась депутатом кнессета 3-го созыва (1955) и депутатом кнессета 5-го созыва (1961). В разное время работала в комиссии по услугам населения, комиссии кнессета, комиссии по экономике, комиссии по труду, комиссии по образованию и культуре.
В 1972 году — одна из инициаторов и организаторов «Левого форума». В 1973 году покинула «МАКИ» и основала новую политическую партию «АКИ» (Израильская коммунистическая оппозиция), была редактором партийного ежемесячника «Хэдим».
В 1940-е была замужем за Меиром Вильнером, позже вышла замуж за журналиста Цви Бритштейна. В 1951 году родила сына Йоси, он стал первым ребёнком, мать которого была действующим депутатом кнессета.
Умерла 8 ноября 1975 года от сердечного приступа.